# Duché de Varsovie
Pour les articles homonymes, voir Royaume de Pologne.
1807–1815
Entités précédentes :
- Prusse-Méridionale (Royaume de Prusse) (1807)
- Nouvelle Galicie (Empire d'Autriche) (1809)
- Province prussienne de Nouvelle-Prusse-Orientale

Entités suivantes :
- Royaume-Uni de Pologne
- Royaume du Congrès ( Empire russe)
- Grand-duché de Posen ( Royaume de Prusse)
- Ville libre de Cracovie

Le duché de Varsovie (en polonais : Księstwo Warszawskie, en latin : Ducatus Varsoviæ) est un État polonais créé par l'empereur Napoléon Ier en 1807, sur des territoires partiellement polonais pris au royaume de Prusse lors du traité de Tilsit. Le roi de Saxe Frédéric-Auguste Ier, allié de Napoléon, devient aussi duc de Varsovie. En 1809, le duché reçoit des territoires repris à l'empire d'Autriche. Il prend fin dès 1813, étant occupé par l'armée russe à la suite du désastre de la retraite de Russie.

## Nom et statut politique: duché ou grand-duché
La dénomination française « grand-duché de Varsovie » est utilisée couramment depuis l'origine, mais les dénominations polonaise (Księstwo), latine (Ducatus) et allemande (Herzogtum) se traduisent littéralement « duché » et la version française originale du traité de Tilsit utilise également ce terme. Frédéric-Auguste Ier porte officiellement le titre de « roi de Saxe, duc de Varsovie » (en latin : Rex Saxoniæ, Dux Varsoviæ).
On peut souligner que, de fait, cet État est un État client vassal de l'Empire français, Napoléon Ier ayant le titre de « protecteur » et étant représenté par un « résident ». Le duché est un État très militarisé et vidé de ses richesses afin de soutenir l'effort de guerre français, dont dépend sa survie.

## Circonstances historiques

### Les partages de la Pologne
À la fin du XVIIIe siècle, la Pologne subit les trois partages qui la font disparaître en 1795 : la Russie contrôle le grand-duché de Lituanie et l'Ukraine nommée province de Petite Pologne, à l'exception de la Galicie, des voïévodies de Sandomierz et de Lublin ; la Prusse contrôle la Posnanie, la Poméranie orientale avec Dantzig, la Varmie et la région de Varsovie ; l'Autriche contrôle la Galicie, la région de Lublin et Sandomierz.
L'histoire du duché de Varsovie se place dans le cadre des guerres napoléoniennes, en particulier celles qui suivent la bataille d'Austerlitz (1805) et le retrait de l'Autriche : 
- la guerre de la Quatrième Coalition (1806-1807) oppose la France à l'Angleterre, à la Prusse et à la Russie. Elle est marquée par les victoires françaises d'Iéna et d'Auerstaedt sur la Prusse, l'occupation de Berlin (octobre 1806), et les victoires françaises d'Eylau et Friedland sur la Russie ; elle s'achève au traité de Tilsit (8 juillet 1807) qui officialise la création du duché ;
- la guerre de la cinquième coalition (1809) oppose la France à l'Angleterre et à l'Autriche ; elle est marquée par la victoire française de Wagram (6 juillet 1809) et s'achève par le traité de Schönbrunn (14 octobre 1809) ;
- la campagne de Russie (1812) et la campagne d'Allemagne (1813) qui entraînent la chute de Napoléon (1814-1815).

### La création du duché de Varsovie (1806-1807)

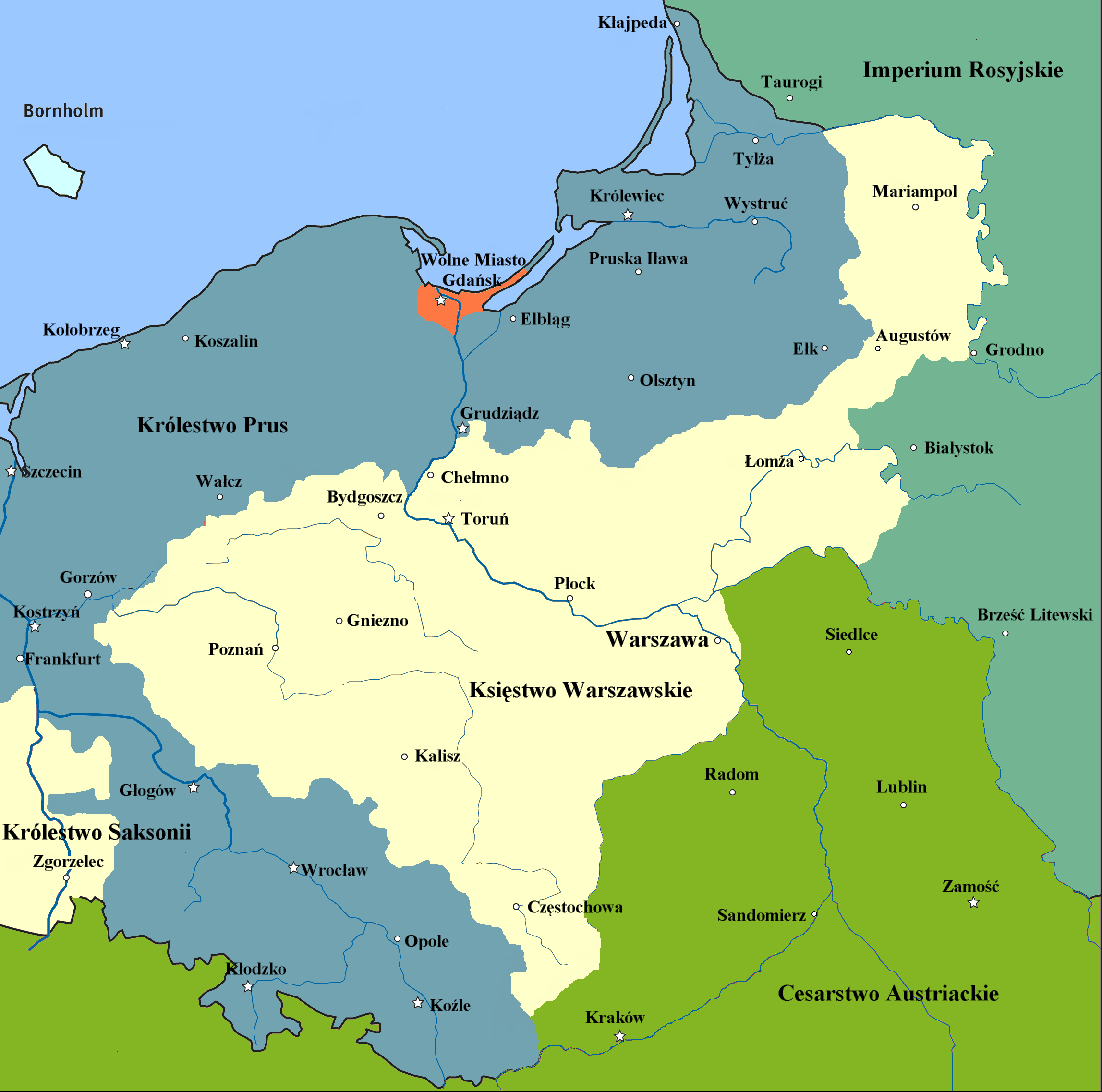
Duché de Varsovie de 1807 à 1809.

Après la prise de Berlin (27 octobre 1806), l'armée française, incluant la Légion du Nord commandée par le général Zajączek, occupe Poznań le 6 novembre et Varsovie le 28. Napoléon obtient alors le ralliement du prince Józef Poniatowski. Plusieurs soulèvements agraires ont lieu en même temps (prise de Jasna Góra), mais les autorités françaises découragent fermement leur généralisation.  
En janvier 1807, Napoléon institue une commission gouvernementale formée de sept personnalités polonaises de la très haute aristocratie libérale, présidée par Stanisław Małachowski ; il crée aussi cinq départements ministériels (Justice, Intérieur, Trésor, Guerre et Police) et instaure la conscription pour former une armée de 39 000 hommes. La première tâche du nouveau gouvernement est de ravitailler les troupes françaises qui battent les Russes en Prusse-Orientale, à Eylau en février et surtout de Friedland en juin.
Le traité de Tilsit (7 juillet 1807) attribue au duché essentiellement les territoires pris par la Prusse à la Pologne lors des partages de 1793 et 1795 (provinces de Nouvelle-Prusse-Orientale, de Nouvelle-Silésie et de Prusse-Méridionale) ; cependant, la partie est de la Nouvelle-Prusse-Orientale : Białystok, Bielsk Podlaski et le nord de la Polésie, sont concédés à la Russie. La Prusse conserve la plus grande partie de ses acquis de 1772 sauf les régions de Bydgoszcz, Chełmno et Grudziadz qui reviennent au duché. D'autre part, Dantzig (Gdańsk), prise en mai 1807, redevient une ville libre, théoriquement sous la protection conjointe de la Prusse et de la Saxe, en réalité protectorat français, avec des garnisons française et polonaise.
Le duché de Varsovie a une superficie de 101 500 km2, une population de 2,6 millions d'habitants, et est divisé en six départements : Varsovie, Poznan, Kalisz, Bydgoszcz, Plock et Lomza. La couronne ducale est attribuée au roi de Saxe, allié de Napoléon, membre d'une dynastie royale dont des membres ont occupé le trône de Pologne de 1709 à 1762.

## Organisation du duché

### Constitution et législation

#### Constitution

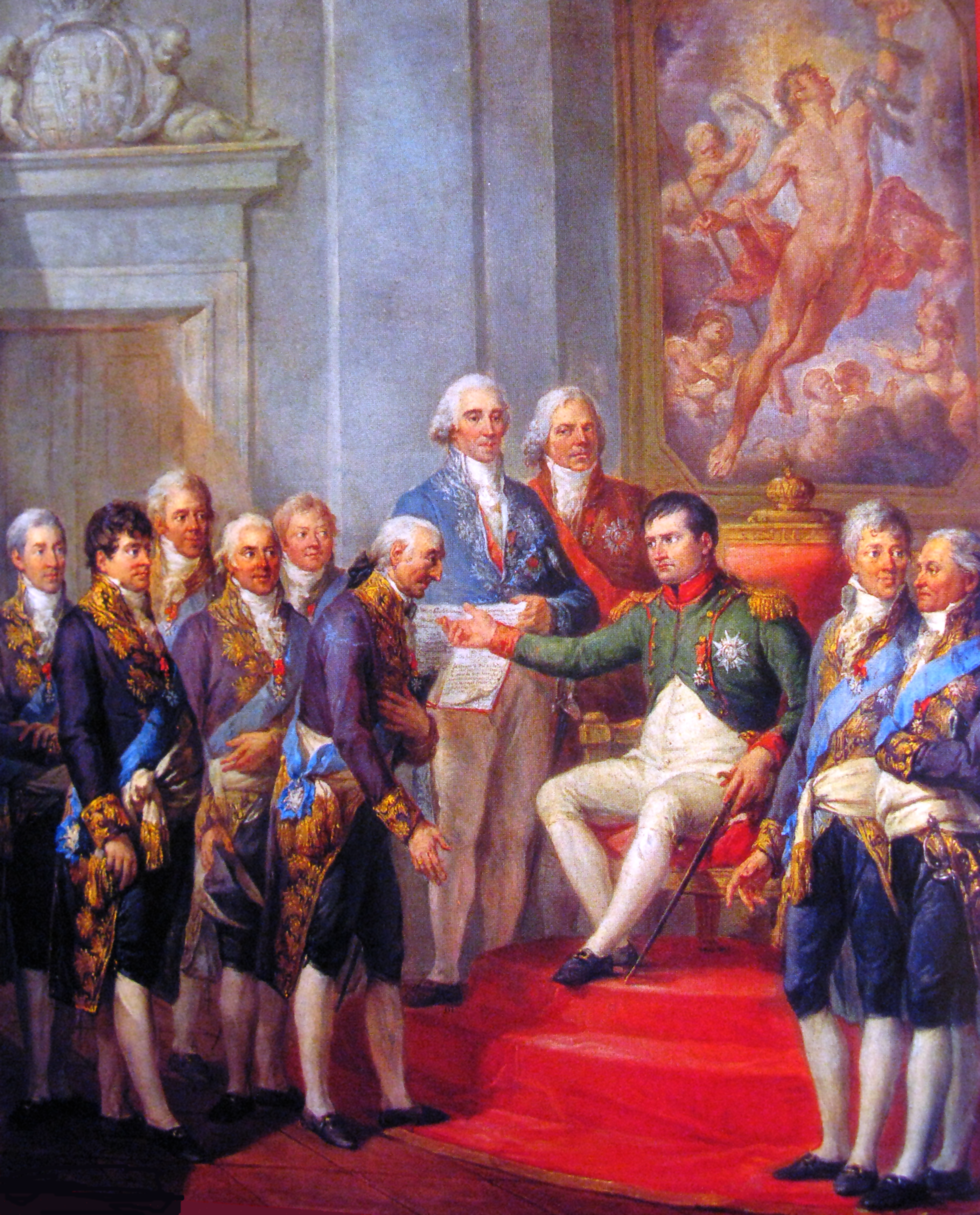
Napoléon remet la constitution au duché de Varsovie (1807). Peinture de Marcello Bacciarelli, musée national de Varsovie.

Le 22 juillet 1807, à Dresde, capitale de la Saxe, Napoléon donne au duché une constitution dont un article impose le Code civil français au nouvel État. La Constitution est contresignée par les membres de la commission gouvernementale polonaise.
Plus libérale que la Constitution polonaise du 3 mai 1791, elle est largement inspirée des institutions de l'Empire français et introduit en Pologne des nouveautés importantes :
- l'égalité de tous les citoyens devant la loi ;
- l'abolition des privilèges de la noblesse (szlachta) ;
- l'abolition du servage ;
- l'attribution des droits politiques aux nobles et aux bourgeois.

#### Le décret du 19 décembre 1807
Ce décret prévoit que deviennent citoyens tous ceux qui sont nés sur le territoire du duché ou qui y habitent depuis plus de 10 ans. Son objet principal est l'intégration des habitants juifs du duché, qui vont désormais avoir un état civil officiel.

#### Le Code civil (Kodex Napoleona)
C'est seulement le 1er mai 1808 que le nouveau code civil prend force de loi dans le duché. Le texte est une traduction-adaptation du Code français de 1804 : là où celui-ci dit « français », le Kodex dit mieszkaniec Xięstwa Warszawskiego (habitant du duché de Varsovie). Un certain nombre d'articles sont notés comme inapplicables, notamment ceux ayant rapport avec la marine. 
Certaines dispositions sont du reste modifiées ultérieurement : ainsi, en ce qui concerne l'état civil, un décret de 1809 prévoit que s'il n'y a pas de personne laïque compétente, c'est le curé de la paroisse qui en est responsable ; mais il établit les actes civils (naissance, mariage, décès) en polonais, indépendamment des actes religieux rédigés en latin.
La constitution et le code civil créent les conditions permettant à la bourgeoisie d’exister, d’avoir accès aux fonctions les plus hautes. Des réformes sont également introduites dans la culture et dans l’enseignement.

### Gouvernement

#### L'exécutif
Napoléon met en place un gouvernement composé de nobles polonais :  
- les présidents du Conseil des ministres : 
  - Stanisław Małachowski (jusqu’au 16 décembre 1807),
  - Ludwik Gutakowski (du 16 décembre 1807 au 25 mars 1809),
  - Stanisław Kostka Potocki (du 25 mars 1809 jusqu’en mars 1813) ;

- de façon officieuse, ce gouvernement est supervisé par l'ambassadeur de France :
  - Étienne Vincent (1807-1809),
  - Jean-Charles Serra (1809-1811),
  - Louis Pierre Édouard Bignon (1811),
  - Dominique Dufour de Pradt assisté par Joseph Victor Aubernon (1812),
  - Louis Pierre Édouard Bignon (1813).

#### Les assemblées
Le nouveau parlement succède à l'ancienne Diète de la République polono-lituanienne abolie lors des partages. La constitution crée un système bicaméral avec un Sénat de 18 à 30 membres nommés par le duc et une Diète de 100 députés dont 60 nobles (élus par les diétines de district) et 40 roturiers (élus par les assemblées communales). Les électeurs roturiers sont soumis à une sélection liée à la fortune, mais aussi aux capacités (prêtres, militaires…). La Sejm (en français, la Diète) commence ses travaux en mars 1809.

#### Les départements
- 6 départements sont créés en 1807 :
  - Département de Varsovie ;
  - Département de Poznań ;
  - Département de Kalisz ;
  - Département de Bydgoszcz ;
  - Département de Płock ;
  - Département de Łomża, qui s'appela de janvier à juin 1807 département de Białystok.

- 4 autres sont ajoutés en 1809 avec les territoires pris à l'Autriche :
  - Département de Cracovie ;
  - Département de Lublin ;
  - Département de Radom ;
  - Département de Siedlce.

### Les forces armées
La force de 39 000 hommes mise sur pied dès 1807 est divisée en trois armées de 13 000 hommes, confiées à Joseph-Antoine Poniatowski, Józef Zajączek et Jean-Henri Dombrowski. 
- Chefs des forces armées du duché : 
  - le prince Joseph-Antoine Poniatowski (jusqu’au 19 octobre 1813) ;
  - le général Paweł Sułkowski ;
  - le général Jean-Henri Dombrowski.

Le duché fournit aussi un corps d'élite intégré à la Garde impériale : les chevau-légers (szwoleżerowie), qui participent à la guerre en Espagne, notamment à la bataille de Somosierra (30 novembre 1808).

## De l'expansion au démantèlement (1809-1815)

### Expansion aux dépens de l'Autriche

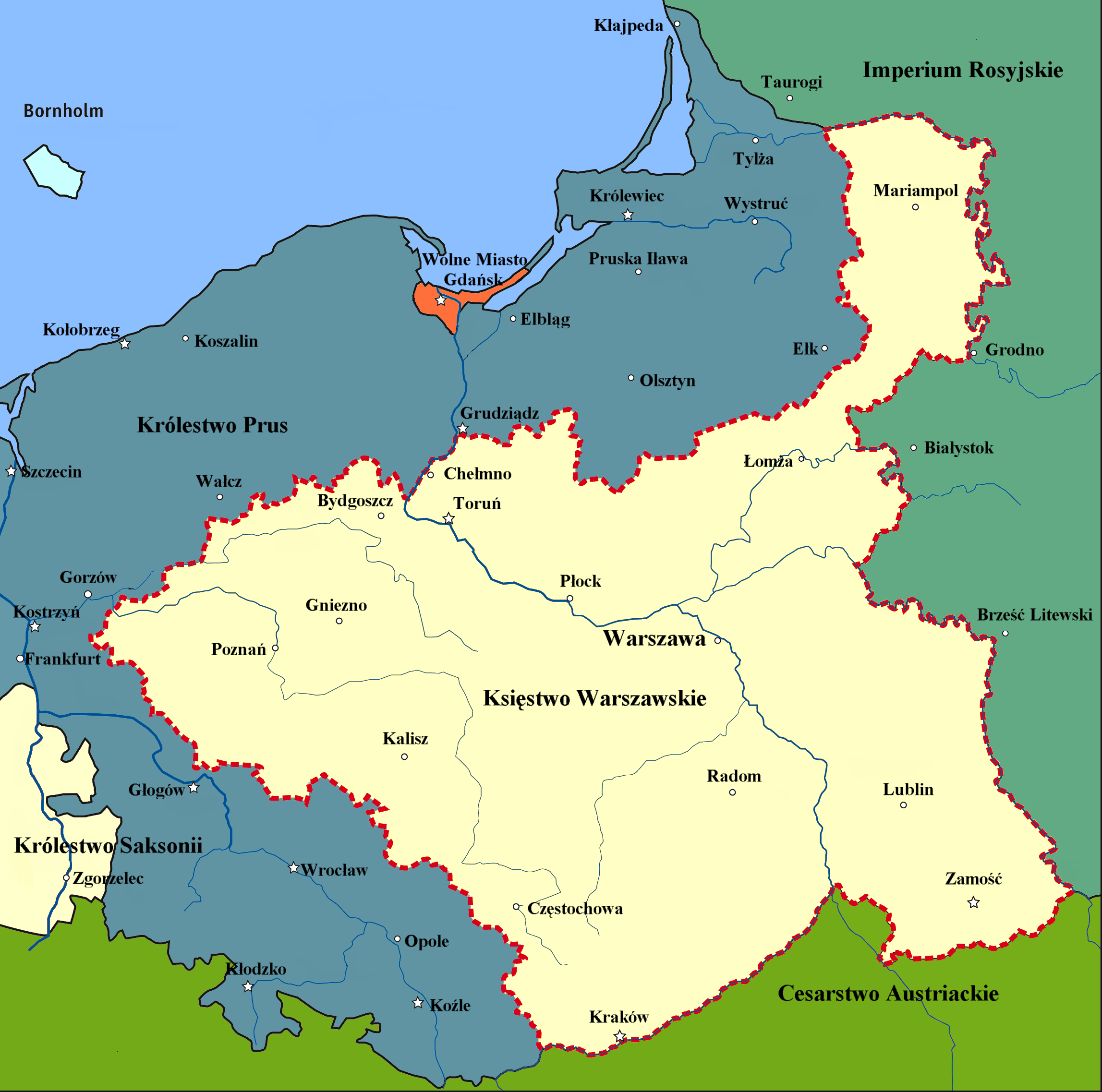
Duché de Varsovie de 1809 à 1814.

En 1809, lors de la guerre de la cinquième coalition, l'Autriche sort de sa neutralité et attaque en Bavière et en Pologne. Jozef Poniatowski remporte la bataille de Raszyn (avril 1809) mais préfère ensuite évacuer Varsovie, occupée le 21 avril. Les Autrichiens attaquent ensuite vers l'ouest (Torun). Violemment critiqué, Poniatowski se rachète en réussissant à prendre Lwow ; Varsovie est libérée en juin, Cracovie est prise le 15 juillet. La politique incertaine de la Russie, en principe alliée de la France mais qui hésite à attaquer les Autrichiens, permet aux Polonais d'étendre leur territoire national. Le traité de Schönbrunn, signé le 14 octobre 1809, attribue au duché la partie de la Galicie située à l’ouest du San, ainsi que Cracovie, Sandomierz et Lublin, tandis que Lwow reste à l'Autriche et que la Russie obtient Tarnopol. 
La superficie du duché passe à 155 000 km2 ; sa population est désormais de 4 300 000 habitants.

### La campagne de Russie
1812 est l'année de la grande offensive de Napoléon contre la Russie. Les forces armées polonaises sont totalement sous son pouvoir par l’intermédiaire du prince Poniatowski, ministre de la guerre du duché, qui deviendra maréchal de France. Plus de 100 000 Polonais du duché sont engagés contre les Russes dans les rangs de l’armée napoléonienne. De plus, le duché doit supporter le fardeau d’une garnison française considérable. 
Les Polonais espèrent alors que le duché sera élevé au rang de royaume et que les territoires lituaniens libérés par Napoléon seront réunis au royaume, permettant la restauration de l’union de Pologne-Lituanie. Prudent, Napoléon n’a pas fait de promesse claire qui lui lierait les mains. 
Le duc abandonne le pouvoir au Conseil des ministres et à la Diète du duché qui proclame, sans effet, la restauration du royaume de Pologne ainsi que la réunification avec le grand-duché de Lituanie. L’échec de la campagne de Russie oblige à revenir aux statuts du duché.

### L'occupation russe (1813-1815)
À partir de février—mars 1813, le duché est occupé par les Russes qui remportent la bataille de Kalisz sur les Polono-Saxons le 13 février. Le 14 mars 1813, Varsovie devient le siège d’un Conseil suprême provisoire créé par le tsar Alexandre pour le duché de Varsovie, dans lequel siègent seulement deux Polonais. Ce Conseil est présidé par le général Vassili Lanskoï, gouverneur général (jusqu’au 9 juin 1815). Des garnisons franco-polonaises encerclées résistent à Dantzig jusqu'au 29 novembre 1813, à Modlin jusqu'au 1er décembre, à Zamość jusqu'au 22 décembre.
Le tsar, ayant l'intention de conserver des territoires précédemment prussiens ou autrichiens, est amené à composer avec tous les dirigeants polonais. Un rôle essentiel est alors joué par le prince Adam Czartoryski, partisan de l'alliance russe, mais le tsar obtient aussi l'appui d'hommes qui ont soutenu Napoléon. Le retour de Napoléon de l'île d'Elbe oblige cependant le tsar à promettre des restitutions importantes à la Prusse.

### Les décisions du congrès de Vienne (1815)
Lors du congrès de Vienne (1815), le territoire du duché est divisé en trois parties : 
- le royaume de Pologne (ou « royaume du Congrès »), attribué au tsar qui porte le titre de roi de Pologne – 128 000 km2 (il conserve les acquis du traité de Schönbrunn, sauf Cracovie) ;
- le grand-duché de Posen (Posnanie), restitué au roi de Prusse (il deviendra une simple province prussienne en 1849) – 28 951 km2 ;
- la ville libre de Cracovie (ou république de Cracovie), placée sous la protection des trois puissances (elle sera annexée par l’Autriche en 1846) – 1 164 km2.